# Vescisa pervadens
Vescisa pervadens là một loài bướm đêm trong họ Noctuidae.